# Économie de Singapour
L’économie de Singapour est une économie de marché libérale très développée et prospère mais où il y a intervention de l'État, ce qui a joué un rôle non négligeable dans son développement accéléré. Ce modèle économique a même inspiré le modèle actuel chinois. En 2018 selon The Economist, Singapour est considéré comme le meilleur endroit au monde pour les affaires- Le pays est classé 6e au niveau mondial en 2017 pour l'indice de perception de la corruption. Malgré le ralentissement récent de sa croissance (elle était aux alentours de 4-5 % il y a quelques années), Singapour reste toujours un pôle d'attraction majeur ; ainsi en mars 2018, elle était encore considérée comme la 4e place financière au niveau mondial.
Singapour est en 2018 l'un des pays les plus inégalitaires d'Asie, et les inégalités continuent de s’accroître. L'économie de Singapour repose en partie sur le travail de centaines de milliers d’ouvriers étrangers.

## Histoire économique
La croissance du PIB y est très forte depuis son indépendance en 1965 : environ 9 % par an, en moyenne. Alors que cette cité-État était alors une nation pauvre du tiers-monde, elle a dépassé la France quant au PIB par habitant juste avant la fin du XXe siècle. Les principales sources de devises du pays proviennent essentiellement des exportations.
Totalement dépourvu de ressources naturelles et agricoles, Singapour est redevenu, en 2008, le premier port du monde, devant le port de Shanghai, la deuxième place financière d'Asie (après le Japon), et le 3e raffineur du monde.
La fortune de Singapour s'est bâtie d'abord sur le commerce d'entrepôts. Dès la période coloniale, sa situation géographique à l'embouchure du détroit de Malacca a conféré au port de Singapour un rôle incontournable de plate-forme commerciale de redistribution entre l’empire des Indes et l’Extrême-Orient. Pendant l'entre-deux guerres, Singapour est le centre d'exportation de l’étain et du caoutchouc de Malaisie. Les années 1950 demeurent dominées par le commerce et les activités liées à la base navale de la Royal Navy qui, jusqu'à son évacuation en 1971, concourt à plus de 20 % du PIB. 
Depuis l'indépendance, la cité-État a connu une réussite économique spectaculaire (la croissance aura été de 9 % par an en moyenne) sous la férule d'un État « développeur », directement impliqué dans la gestion de grands groupes industriels et commerciaux (les Government Linked Companies, ou GLC) notamment par le biais des fonds souverains Government of Singapore Investment Corporation (GIC) et Temasek Holdings qui lui permit d'être considéré comme un des quatre dragons asiatiques.
Le PIB par habitant, qui était en 1965 inférieur à celui des Philippines, est désormais supérieur à celui de la France. 
L'État a d'abord donné la priorité aux industries à forte utilisation de main-d'œuvre et a favorisé les investissements étrangers, afin de résorber les problèmes sociaux liés au chômage. La première usine de semi-conducteurs s'installe en 1967, marquant le début de l'expansion de l'industrie électrique et électronique. 
En 1967, elle devient un des cinq membres fondateurs de l'association des nations de l'Asie du Sud-Est, une zone de libre-échange qui prend de plus en plus d'importance au fil des années.
À partir de la fin des années 1970, la politique industrielle est orientée vers des productions à haute valeur ajoutée et forte intensité capitalistique, comme le raffinage. En 1980 est installée la première unité de production de disques durs informatiques, dont Singapour devient le premier producteur mondial. L'activité des services bancaires et financiers, qui représentent 25 % du PIB, est encouragée, afin de faire de Singapour le point d'ancrage des investissements étrangers en Asie du sud-est, et le prestataire de services financiers de la région. 

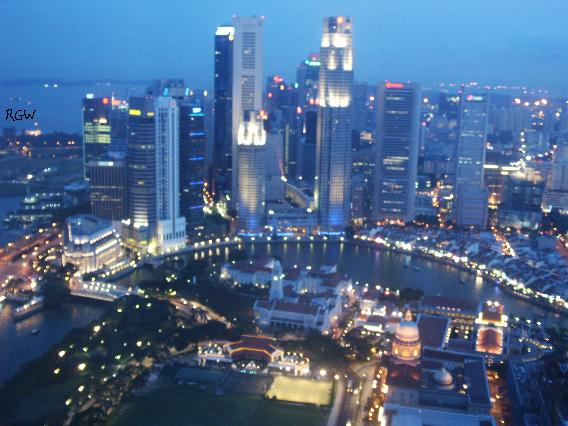
Singapour, une métropole dynamique

À partir des années 1990, face à la concurrence croissante de la Chine, les autorités donnent la priorité aux industries pharmaceutiques, aux services, aux technologies de l'information et de la communication, à la recherche et au développement. Singapour cherche aussi à diminuer ses coûts de production par le développement de solidarités avec ses voisins, illustré par la création en 1989 du « triangle de croissance » Singapour - Johore (Malaisie) - Riau (Indonésie). Mais à la fin des années 1990, certaines entreprises internationales commencent à quitter Singapour, qui devient moins compétitif, incitant les autorités à prendre des mesures de réduction des coûts salariaux et des taxes sur les entreprises à l'occasion de la crise asiatique de 1997. 
Aujourd'hui, en dehors du commerce et de la finance, l’électronique (53 % de la valeur ajoutée), les industries pétrolière (17 % de la valeur ajoutée) et chimique (8 % de la valeur ajoutée) dominent l'économie. Le commerce extérieur, qui représente 3 fois le PIB, est soutenu par des infrastructures de qualité : l'aéroport de Singapour Changi ultra moderne, son port qui était le premier mondial quant au trafic de conteneurs avant d'être dépassé par Shanghai dans les années 2000, des moyens de communication performants et bon marché. Une industrie de l'armement s'est développée depuis les années 1990 ; elle conçoit du matériel moderne (blindés légers, armes individuelles et collectives) pour les forces nationales et a un petit succès à l'exportation.
L'île-État est très ouverte aux investissements directs étrangers (IDE). Elle est la 3e destination des IDE en Asie, après la république populaire de Chine et la Corée du Sud. Près de 80 % des investissements dans l'industrie manufacturière en 2000 provenaient de l'étranger, dont la moitié des États-Unis. 
Les investissements singapouriens à l'étranger se réorientent en dehors de l'Asie depuis la crise économique asiatique de 1997, avant celle-ci, Singapour investissait en priorité sur ce continent, principalement par le biais de consortiums d'entreprises et la création de parcs industriels.
À la suite de la crise économique de 2008-2010, son PIB s'est contracté de 1,3 % en 2009. Néanmoins, il a connu l'année suivante une croissance record de 14,7 %, depuis la croissance se maintient à des niveaux proches de 3 % et 4 %.

## Politique fiscale
Singapour applique des taux d'imposition très bas avec 20 % pour la tranche supérieure de l’impôt sur le revenu, 18 % sur les bénéfices des sociétés et aucun impôt sur les plus-values. La taxe sur la valeur ajoutée est de 7 %.
Le budget de l'État représente, en 2006, 15 % du PIB. La dette publique représente environ actuellement plus de 100 % du PIB, mais la dette publique extérieure est nulle. En 2016, la dette par habitant de Singapour est la troisième plus élevée au monde.

## Principaux indicateurs économiques 2006 (et 2004 quand indiqué)
- Monnaie : Dollar de Singapour (SGD)
- Taux de change : 1 USD = 1,3056 SGD, 1 EUR = 1,6224 SGD (25/01/2018)[12],[13]
- PIB : 208,77 milliards USD (2010)
- PIB/hab : 31 400 $ US
- Taux de croissance du PIB réel : 7,9 %
- Balance courante : 44,8 G$ US
- Inflation : 1 %
- Taux de chômage total : 3,1 %
- Dette extérieure (brute) : 187,7 G$ US (3e trimestre 2004)
- Dette publique : 24,3 G$ US
- Réserves en devises : 96,3 G$ US (112,8 G$ US fin 2004)

## Commerce international

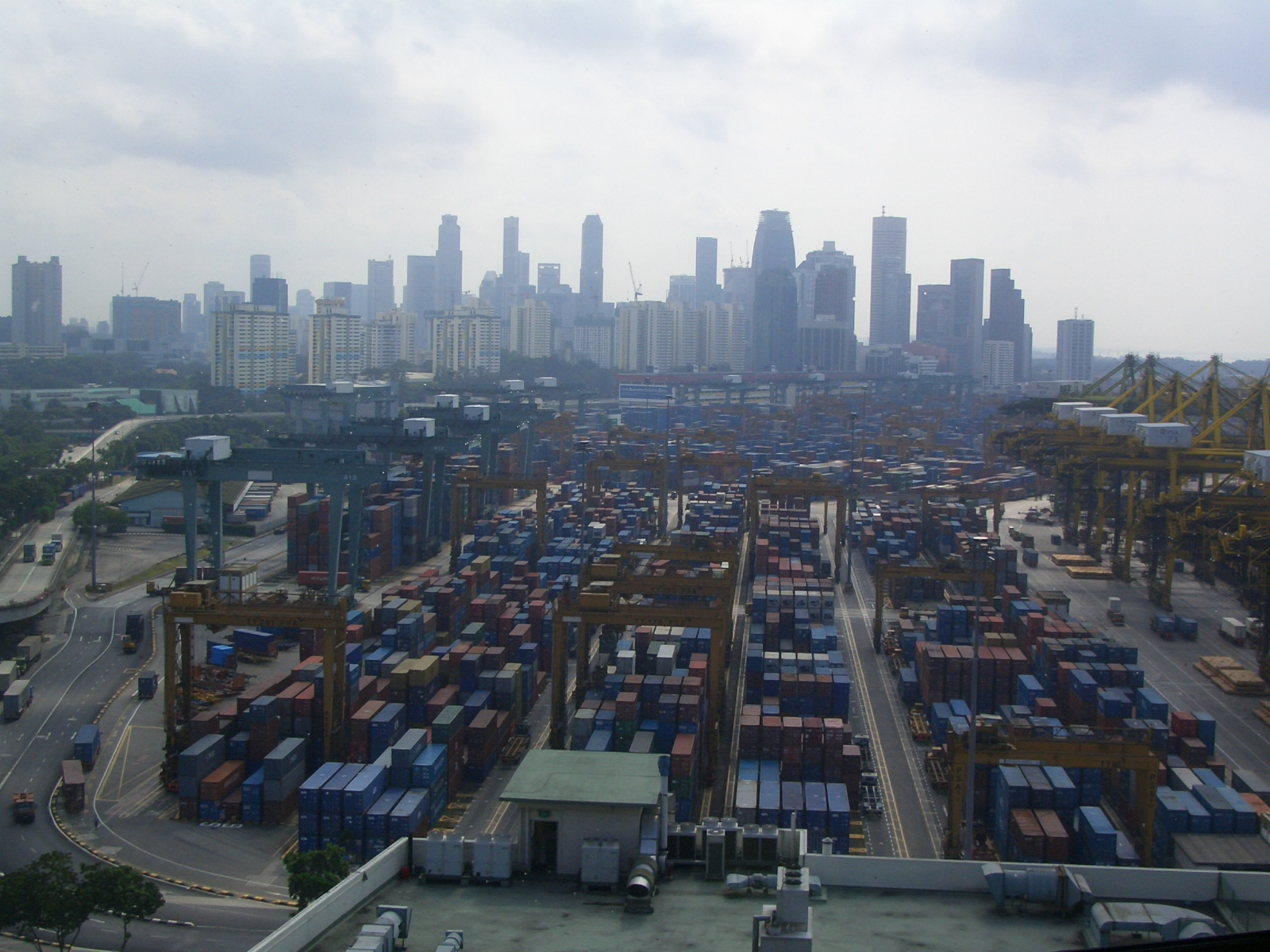
Le terminal PSA International, de Keppel, avec le centre financier de Singapour en arrière-plan; La société est le second opérateur portuaire mondial en 2006.

Le commerce international est vital pour Singapour. Elle a signé depuis l'an 2000 des accords de libre-échange pour abaisser ou abolir les droits de douane avec de nombreux pays au niveau bilatéral et multilatéral.

## Accords de libre-échange et douaniers
| Partenaire                              | Accord                                                                                   | Abréviation          | Conclusion       | Signature        | Effectif         |
| --------------------------------------- | ---------------------------------------------------------------------------------------- | -------------------- | ---------------- | ---------------- | ---------------- |
| Nouvelle-Zélande                        | Agreement between New Zealand and Singapore on a Closer Economic Partnership             | ANZSCEP              | 18 août 2000     | 14 novembre 2000 | 1er janvier 2001 |
| Association européenne de libre-échange | Agreement between the EFTA States and Singapore                                          | EFTA-Singapore FTA   | 11 avril 2002    | 26 juin 2002     | 1er janvier 2003 |
| Japon                                   | Agreement between Japan and the Republic of Singapore for a New-Age Economic Partnership | JSEPA                | Octobre 2001     | 13 janvier 2002  | 30 novembre 2002 |
| Australie                               | Singapore-Australia Free Trade Agreement                                                 | SAFTA                | November 2002    | 17 février 2003  | 28 juillet 2003  |
| États-Unis                              | United States-Singapore Free Trade Agreement                                             | USSFTA               | 19 novembre 2002 | 6 mai 2003       | 1er janvier 2004 |
| Jordanie                                | Singapore Jordan Free Trade Agreement                                                    | SJFTA                | 29 avril 2004    | 16 mai 2004      | 22 août 2005.    |
| Inde                                    | India-Singapore Comprehensive Economic Cooperation Agreement                             | CECA                 | 29 juin 2005     | 29 juin 2005     |                  |
| Brunei                                  | Trans-Pacific Strategic Economic Partnership Agreement                                   | Trans-Pacific SEP    |                  | août 2005        | 1er janvier 2006 |
| Chili                                   | Trans-Pacific Strategic Economic Partnership Agreement                                   | Trans-Pacific SEP    | 18 juillet 2005  |                  | 1er janvier 2006 |
| Nouvelle-Zélande                        | Trans-Pacific Strategic Economic Partnership Agreement                                   | Trans-Pacific SEP    | 18 juillet 2005  |                  | 1er janvier 2006 |
| Inde                                    | India - Singapore Comprehensive Economic Cooperation Agreement                           | India-Singapore CECA | Novembre 2004    | 29 juin 2005     | 1er août 2005    |
| Corée du Sud                            | Korea-Singapore Free Trade Agreement                                                     | KSFTA                | 28 novembre 2004 | 4 août 2005      | 2 mars 2006      |
| Panama                                  | Panama-Singapore Free Trade Agreement                                                    | PSFTA                | Avril 2005       | 1er mars 2006    |                  |
| Pérou                                   | Peru-Singapore Free Trade Agreement                                                      | PesFTA               | Septembre 2007   | 29 mai 2008      | 1er août 2009    |
| République populaire de Chine           | China-Singapore Free Trade Agreement                                                     | CSFTA                | 3 septembre 2008 | 23 octobre 2008  | 1er janvier 2009 |

### Principaux postes du commerce extérieur
En 2004, les importations représentent 164 milliards de dollars US et les exportations 180 milliards soit une balance excédentaire de 16 milliards.
- Exportations (en % des exportations totales) : 
  - Réexportations : 45,1 %
  - Produits pétroliers réexportés : 1,1 %
  - Exportations domestiques : 54,9 %
  - Produits pétroliers : 11,1 %
  - Produits chimiques, médicaux et pharmaceutiques : 9,5 %
  - Équipements de bureaux : 10,7 %
  - Équipements électriques et générateurs : 10,9 %

- Importations (en % des importations totales) : 
  - Produits pétroliers : 15 %
  - Équipements électriques : 27,8 %
  - Équipements de bureaux : 9,6 %
  - Équipements de télécommunication : 6,7 %

### Marché de l'emploi
Il n'existe pas de salaire minimum à Singapour. En 2024, le nombre de millionnaires atteint 332 491, tandis que 796 320 citoyens possèdent moins que 13 500$ en argent.